# Superliga Femenina de Voleibol 2013-2014
La Superliga Femenina de Voleibol 2013-2014 si è svolta dal 26 ottobre 2013 al 26 aprile 2014: al torneo hanno partecipato dodici squadre di club spagnoli e la vittoria finale è andata per la prima volta al Murillo.

## Regolamento
Le squadre hanno disputato un girone all'italiana, con gare di andata e ritorno, per un totale ventidue giornate; al termine della regular season:
- Le prime quattro classificate hanno acceduto ai play-off scudetto, strutturati in semifinali e finale, entrambe giocate al meglio di tre vittorie su cinque gare.
- Le ultime due classificate sono retrocesse in Superliga 2.

## Squadre partecipanti
| - Aguere - Alcobendas - Barcellona - Ciutadella - Haro - Iruña | - JAV Olímpico - Murcia - Murillo - Nuestra Señora - Sant Cugat - Vall d'Hebron |

## Torneo

### Regular season

#### Risultati
| Prima giornata |                             |     |                                   |
|                |                             |     |                                   |
| 26-10          | Murillo-Ciutadella          | 3-0 | 25-10, 25-19, 25-14               |
| 26-10          | C. Barcellona-L. Barcellona | 3-2 | 25-15, 19-25, 22-25, 25-21, 15-12 |
| 14-11          | San Cristóbal-Haro          | 3-2 | 25-14, 28-30, 22-25, 26-24, 15-10 |
| 27-10          | Sant Cugat-Arroyo           | 2-3 | 25-23, 25-22, 18-25, 18-25, 9-15  |
| 26-10          | Murcia-Alcobendas           | 0-3 | 9-25, 17-25, 13-25                |
| 26-10          | Las Palmas-Pamplona         | 0-3 | 10-25, 20-25, 20-25               |

| Seconda giornata |                             |     |                            |
|                  |                             |     |                            |
| 02-11            | Pamplona-Murillo            | 1-3 | 22-25, 25-22, 24-26, 23-25 |
| 02-11            | Alcobendas-Las Palmas       | 3-0 | 25-22, 26-24, 25-23        |
| 02-11            | Arroyo-Murcia               | 3-0 | 25-11, 25-22, 25-17        |
| 02-11            | Haro-Sant Cugat             | 3-1 | 25-19, 25-12, 20-25, 25-21 |
| 02-11            | L. Barcellona-San Cristóbal | 3-0 | 25-19, 25-20, 25-18        |
| 02-11            | Ciutadella-C. Barcellona    | 0-3 | 22-25, 17-25, 12-25        |

| Terza giornata |                          |     |                                   |
|                |                          |     |                                   |
| 09-11          | Murillo-C. Barcellona    | 3-0 | 25-15, 25-15, 25-19               |
| 09-11          | San Cristóbal-Ciutadella | 3-2 | 26-28, 25-23, 23-25, 25-21, 15-12 |
| 09-11          | Sant Cugat-L. Barcellona | 1-3 | 19-25, 25-18, 19-25, 17-25        |
| 09-11          | Murcia-Haro              | 0-3 | 22-25, 17-25, 19-25               |
| 09-11          | Las Palmas-Arroyo        | 3-1 | 25-19, 22-25, 25-23, 25-15        |
| 09-11          | Pamplona-Alcobendas      | 3-1 | 23-25, 25-21, 25-19, 25-22        |

| Quarta giornata |                             |     |                            |
|                 |                             |     |                            |
| 16-11           | Alcobendas-Murillo          | 1-3 | 24-26, 23-25, 25-21, 16-25 |
| 16-11           | Arroyo-Pamplona             | 0-3 | 22-25, 23-25, 24-26        |
| 16-11           | Las Palmas-Haro             | 3-0 | 25-13, 25-23, 25-22        |
| 16-11           | L. Barcellona-Murcia        | 3-0 | 25-14, 25-17, 25-13        |
| 16-11           | Ciutadella-Sant Cugat       | 3-1 | 25-15, 25-15, 20-25, 25-16 |
| 16-11           | C. Barcellona-San Cristóbal | 3-1 | 25-21, 25-18, 18-25, 25-18 |

| Quinta giornata |                          |     |                                   |
|                 |                          |     |                                   |
| 20-11           | Murillo-San Cristóbal    | 3-0 | 25-19, 25-10, 25-15               |
| 20-11           | Sant Cugat-C. Barcellona | 0-3 | 18-25, 22-25, 13-25               |
| 20-11           | Murcia-Ciutadella        | 2-3 | 25-19, 18-25, 25-23, 21-25, 14-16 |
| 08-12           | Las Palmas-L. Barcellona | 2-3 | 25-17, 25-18, 21-25, 25-27, 13-15 |
| 20-11           | Pamplona-Haro            | 3-0 | 25-15, 25-17, 25-18               |
| 17-11           | Alcobendas-Arroyo        | 3-2 | 25-23, 23-25, 25-20, 23-25, 15-12 |

| Sesta giornata |                          |     |                                   |
|                |                          |     |                                   |
| 23-11          | Arroyo-Murillo           | 0-3 | 12-25, 20-25, 22-25               |
| 23-11          | Haro-Alcobendas          | 3-0 | 25-22, 25-21, 25-20               |
| 23-11          | L. Barcellona-Pamplona   | 0-3 | 12-25, 14-25, 11-25               |
| 10-11          | Las Palmas-Ciutadella    | 1-3 | 28-30, 19-25, 25-20, 24-26        |
| 23-11          | C. Barcellona-Murcia     | 3-1 | 25-17, 25-15, 23-25, 25-17        |
| 23-11          | San Cristóbal-Sant Cugat | 3-2 | 25-14, 25-23, 20-25, 25-27, 15-10 |

| Settima giornata |                          |     |                                   |
|                  |                          |     |                                   |
| 30-11            | Murillo-Sant Cugat       | 3-0 | 25-16, 25-8, 25-20                |
| 30-11            | San Cristóbal-Murcia     | 3-0 | 25-16, 25-21, 25-15               |
| 30-11            | Las Palmas-C. Barcellona | 3-0 | 25-23, 25-20, 25-14               |
| 30-11            | Pamplona-Ciutadella      | 3-1 | 25-17, 19-25, 25-16, 25-17        |
| 30-11            | Alcobendas-L. Barcellona | 3-0 | 25-18, 25-21, 25-17               |
| 30-11            | Arroyo-Haro              | 3-2 | 25-23, 25-22, 20-25, 23-25, 15-13 |

| Ottava giornata |                          |     |                                   |
|                 |                          |     |                                   |
| 07-12           | Haro-Murillo             | 0-3 | 18-25, 14-25, 11-25               |
| 07-12           | L. Barcellona-Arroyo     | 1-3 | 26-24, 21-25, 21-25, 23-25        |
| 07-12           | Ciutadella-Alcobendas    | 3-1 | 20-25, 25-17, 25-21, 25-21        |
| 07-12           | C. Barcellona-Pamplona   | 2-3 | 15-25, 23-25, 25-20, 26-24, 14-16 |
| 07-12           | San Cristóbal-Las Palmas | 0-3 | 19-25, 15-25, 21-25               |
| 07-12           | Sant Cugat-Murcia        | 3-0 | 25-16, 25-21, 25-14               |

| Nona giornata |                          |     |                                   |
|               |                          |     |                                   |
| 14-12         | Murillo-Murcia           | 3-0 | 25-10, 25-5, 25-11                |
| 14-12         | Las Palmas-Sant Cugat    | 3-1 | 25-17, 20-25, 25-17, 25-20        |
| 14-12         | Pamplona-San Cristóbal   | 3-0 | 25-16, 25-15, 25-22               |
| 14-12         | Alcobendas-C. Barcellona | 2-3 | 23-25, 27-25, 25-20, 20-25, 8-15  |
| 14-12         | Arroyo-Ciutadella        | 3-0 | 25-18, 25-19, 25-20               |
| 14-12         | Haro-L. Barcellona       | 2-3 | 25-19, 15-25, 18-25, 25-22, 11-15 |

| Decima giornata |                          |     |                            |
|                 |                          |     |                            |
| 21-12           | Murillo-L. Barcellona    | 3-0 | 25-19, 25-22, 25-22        |
| 21-12           | Ciutadella-Haro          | 3-1 | 27-29, 25-23, 25-19, 25-15 |
| 21-12           | C. Barcellona-Arroyo     | 3-1 | 23-25, 25-23, 25-19, 25-22 |
| 21-12           | San Cristóbal-Alcobendas | 1-3 | 24-26, 25-21, 25-27, 27-29 |
| 21-12           | Sant Cugat-Pamplona      | 0-3 | 11-25, 14-25, 23-25        |
| 01-12           | Las Palmas-Murcia        | 3-0 | 25-13, 25-14, 25-15        |

| Undicesima giornata |                          |     |                            |
|                     |                          |     |                            |
| 11-01               | Las Palmas-Murillo       | 0-3 | 23-25, 21-25, 22-25        |
| 11-01               | Pamplona-Murcia          | 3-0 | 25-16, 25-15, 25-17        |
| 11-01               | Alcobendas-Sant Cugat    | 3-0 | 25-21, 25-19, 25-13        |
| 11-01               | Arroyo-San Cristóbal     | 1-3 | 30-28, 21-25, 22-25, 16-25 |
| 11-01               | Haro-C. Barcellona       | 0-3 | 24-26, 17-25, 21-25        |
| 11-01               | L. Barcellona-Ciutadella | 1-3 | 26-24, 18-25, 23-25, 19-25 |

| Dodicesima giornata |                             |     |                     |
|                     |                             |     |                     |
| 18-01               | Ciutadella-Murillo          | 0-3 | 16-25, 14-25, 14-25 |
| 18-01               | L. Barcellona-C. Barcellona | 3-0 | 25-17, 25-15, 25-22 |
| 18-01               | Haro-San Cristóbal          | 3-0 | 25-21, 25-19, 25-21 |
| 18-01               | Arroyo-Sant Cugat           | 3-0 | 25-21, 25-21, 28-26 |
| 18-01               | Alcobendas-Murcia           | 3-0 | 25-14, 25-17, 25-23 |
| 18-01               | Pamplona-Las Palmas         | 3-0 | 25-14, 25-18, 25-18 |

| Tredicesima giornata |                             |     |                                   |
|                      |                             |     |                                   |
| 25-01                | Murillo-Pamplona            | 3-0 | 25-11, 25-17, 25-18               |
| 25-01                | Las Palmas-Alcobendas       | 3-0 | 25-21, 27-25, 26-24               |
| 25-01                | Murcia-Arroyo               | 1-3 | 13-25, 15-25, 25-19, 14-25        |
| 25-01                | Sant Cugat-Haro             | 0-3 | 20-25, 17-25, 25-27               |
| 25-01                | San Cristóbal-L. Barcellona | 3-0 | 27-25, 25-21, 25-23               |
| 25-01                | C. Barcellona-Ciutadella    | 2-3 | 21-25, 25-23, 20-25, 25-23, 10-15 |

| Quattordicesima giornata |                          |     |                                   |
|                          |                          |     |                                   |
| 08-02                    | C. Barcellona-Murillo    | 0-3 | 17-25, 19-25, 23-25               |
| 08-02                    | Ciutadella-San Cristóbal | 3-0 | 25-14, 25-18, 25-16               |
| 08-02                    | L. Barcellona-Sant Cugat | 3-2 | 25-19, 26-24, 23-25, 15-25, 15-12 |
| 08-02                    | Haro-Murcia              | 3-0 | 25-19, 25-12, 25-11               |
| 08-02                    | Arroyo-Las Palmas        | 1-3 | 26-24, 19-25, 15-25, 17-25        |
| 08-02                    | Alcobendas-Pamplona      | 1-3 | 25-23, 17-25, 21-25, 12-25        |

| Quindicesima giornata |                             |     |                            |
|                       |                             |     |                            |
| 09-03                 | Murillo-Alcobendas          | 3-0 | 25-20, 25-23, 25-18        |
| 15-02                 | Pamplona-Arroyo             | 3-0 | 25-20, 25-17, 25-17        |
| 19-01                 | Haro-Las Palmas             | 3-1 | 25-19, 25-21, 22-25, 25-23 |
| 15-02                 | Murcia-L. Barcellona        | 0-3 | 20-25, 21-25, 18-25        |
| 15-02                 | Sant Cugat-Ciutadella       | 0-3 | 16-25, 14-25, 23-25        |
| 15-02                 | San Cristóbal-C. Barcellona | 0-3 | 20-25, 17-25, 16-25        |

| Sedicesima giornata |                          |     |                                  |
|                     |                          |     |                                  |
| 19-02               | San Cristóbal-Murillo    | 0-3 | 21-25, 17-25, 22-25              |
| 19-02               | C. Barcellona-Sant Cugat | 3-1 | 25-17, 26-28, 25-23, 25-18       |
| 19-02               | Ciutadella-Murcia        | 3-1 | 26-24, 22-25, 25-19, 25-23       |
| 16-03               | L. Barcellona-Las Palmas | 2-3 | 16-25, 22-25, 25-19, 29-27, 9-15 |
| 19-02               | Haro-Pamplona            | 3-1 | 18-25, 25-20, 29-27, 25-22       |
| 09-02               | Arroyo-Alcobendas        | 3-0 | 25-21, 25-15, 25-18              |

| Diciassettesima giornata |                          |     |                                   |
|                          |                          |     |                                   |
| 22-02                    | Murillo-Arroyo           | 1-3 | 25-20, 23-25, 22-25, 19-25        |
| 22-02                    | Alcobendas-Haro          | 3-0 | 25-17, 25-19, 25-19               |
| 22-02                    | Pamplona-L. Barcellona   | 3-0 | 25-9, 25-17, 25-20                |
| 22-02                    | Ciutadella-Las Palmas    | 3-2 | 25-23, 18-25, 26-24, 20-25, 15-11 |
| 22-02                    | Murcia-C. Barcellona     | 0-3 | 19-25, 18-25, 20-25               |
| 22-02                    | Sant Cugat-San Cristóbal | 1-3 | 19-25, 23-25, 25-12, 23-25        |

| Diciottesima giornata |                          |     |                                  |
|                       |                          |     |                                  |
| 01-03                 | Sant Cugat-Murillo       | 0-3 | 13-25, 21-25, 13-25              |
| 01-03                 | Murcia-San Cristóbal     | 3-1 | 25-18, 25-15, 30-32, 25-22       |
| 01-03                 | C. Barcellona-Las Palmas | 3-2 | 19-25, 31-29, 22-25, 25-9, 15-5  |
| 01-03                 | Ciutadella-Pamplona      | 3-2 | 25-21, 21-25, 21-25, 27-25, 15-7 |
| 01-03                 | L. Barcellona-Alcobendas | 2-3 | 25-8, 25-19, 17-25, 14-25, 12-15 |
| 01-03                 | Haro-Arroyo              | 3-0 | 25-21, 25-19, 25-17              |

| Diciannovesima giornata |                          |     |                                   |
|                         |                          |     |                                   |
| 08-03                   | Murillo-Haro             | 3-0 | 25-16, 25-15, 25-17               |
| 08-03                   | Arroyo-L. Barcellona     | 3-0 | 25-16, 25-22, 26-24               |
| 08-03                   | Alcobendas-Ciutadella    | 3-1 | 26-24, 25-17, 18-25, 25-16        |
| 08-03                   | Pamplona-C. Barcellona   | 3-0 | 25-23, 28-26, 25-16               |
| 08-03                   | Las Palmas-San Cristóbal | 3-2 | 27-29, 17-25, 25-21, 25-16, 15-10 |
| 08-03                   | Murcia-Sant Cugat        | 1-3 | 21-25, 25-17, 15-25, 25-27        |

| Ventesima giornata |                          |     |                                   |
|                    |                          |     |                                   |
| 15-03              | Murcia-Murillo           | 1-3 | 25-22, 8-25, 16-25, 13-25         |
| 15-03              | Sant Cugat-Las Palmas    | 0-3 | 13-25, 15-25, 14-25               |
| 15-03              | San Cristóbal-Pamplona   | 0-3 | 20-25, 17-25, 15-25               |
| 15-03              | C. Barcellona-Alcobendas | 3-2 | 25-23, 23-25, 25-14, 23-25, 16-14 |
| 15-03              | Ciutadella-Arroyo        | 3-0 | 25-15, 25-22, 25-22               |
| 15-03              | L. Barcellona-Haro       | 2-3 | 25-22, 25-20, 23-25, 24-26, 13-15 |

| Ventunesima giornata |                          |     |                            |
|                      |                          |     |                            |
| 22-03                | L. Barcellona-Murillo    | 0-3 | 19-25, 21-25, 15-25        |
| 22-03                | Haro-Ciutadella          | 3-1 | 21-25, 25-21, 25-16, 25-16 |
| 22-03                | Arroyo-C. Barcellona     | 0-3 | 20-25, 21-25, 17-25        |
| 22-03                | Alcobendas-San Cristóbal | 3-0 | 25-12, 25-19, 25-12        |
| 22-03                | Pamplona-Sant Cugat      | 3-0 | 25-16, 25-16, 25-19        |
| 22-03                | Murcia-Las Palmas        | 0-3 | 19-25, 16-25, 18-25        |

| Ventiduesima giornata |                          |     |                                   |
|                       |                          |     |                                   |
| 29-03                 | Murillo-Las Palmas       | 3-2 | 25-17, 20-25, 25-21, 20-25, 15-13 |
| 29-03                 | Murcia-Pamplona          | 0-3 | 14-25,12-25, 14-25                |
| 29-03                 | Sant Cugat-Alcobendas    | 3-1 | 25-19, 16-25, 25-15, 25-20        |
| 29-03                 | San Cristóbal-Arroyo     | 1-3 | 26-28, 25-23, 24-26, 15-25        |
| 29-03                 | C. Barcellona-Haro       | 3-2 | 25-23, 19-25, 25-17, 17-25, 15-10 |
| 29-03                 | Ciutadella-L. Barcellona | 2-3 | 25-16, 22-25, 25-20, 25-27, 13-15 |

#### Classifica
| Pos. | Squadra        | Pt | G  | V  | P  | SV | SP | Ratio | PF   | PS   | Ratio |
| ---- | -------------- | -- | -- | -- | -- | -- | -- | ----- | ---- | ---- | ----- |
| 1.   | Murillo        | 62 | 22 | 21 | 1  | 64 | 8  | 8.000 | 1761 | 1292 | 1.363 |
| 2.   | Iruña          | 54 | 22 | 18 | 4  | 58 | 17 | 3.411 | 1791 | 1432 | 1.250 |
| 3.   | Barcellona     | 42 | 22 | 15 | 7  | 49 | 35 | 1.400 | 1870 | 1759 | 1.063 |
| 4.   | JAV Olímpico   | 38 | 22 | 12 | 10 | 46 | 37 | 1.243 | 1869 | 1739 | 1.074 |
| 5.   | Ciutadella     | 37 | 22 | 13 | 9  | 46 | 41 | 1.121 | 1896 | 1890 | 1.003 |
| 6.   | Haro           | 36 | 22 | 11 | 11 | 42 | 39 | 1.076 | 1752 | 1774 | 0.987 |
| 7.   | Alcobendas     | 33 | 22 | 11 | 11 | 42 | 39 | 1.076 | 1791 | 1754 | 1.021 |
| 8.   | Nuestra Señora | 32 | 22 | 11 | 11 | 39 | 41 | 0.951 | 1780 | 1790 | 0.994 |
| 9.   | Vall d'Hebron  | 27 | 22 | 9  | 13 | 37 | 48 | 0.770 | 1775 | 1855 | 0.956 |
| 10.  | Aguere         | 19 | 22 | 7  | 15 | 27 | 53 | 0.509 | 1669 | 1873 | 0.891 |
| 11.  | Sant Cugat     | 12 | 22 | 3  | 19 | 21 | 59 | 0.355 | 1563 | 1861 | 0.839 |
| 12.  | Murcia         | 4  | 22 | 1  | 21 | 10 | 64 | 0.156 | 1303 | 1801 | 0.723 |

| Qualificate ai play-off scudetto | Retrocesse in Superliga 2 |

### Play-off scudetto

#### Tabellone
|  | Semifinali   | Semifinali   | Semifinali   | Semifinali   | Semifinali | Semifinali | Semifinali |  |  | Finale  | Finale  | Finale  | Finale  | Finale | Finale | Finale |  |
|  |              |              |              |              |            |            |            |  |  |         |         |         |         |        |        |        |  |
|  | Murillo      | Murillo      | Murillo      | Murillo      | 3          | 3          | 3          |  |  |         |         |         |         |        |        |        |  |
|  | JAV Olímpico | JAV Olímpico | JAV Olímpico | JAV Olímpico | 1          | 1          | 0          |  |  | Murillo | Murillo | Murillo | Murillo | 3      | 3      | 3      |  |
|  | Iruña        | Iruña        | 3            | 3            | 1          | 2          | 3          |  |  | Iruña   | Iruña   | Iruña   | Iruña   | 1      | 0      | 0      |  |
|  | Barcellona   | Barcellona   | 1            | 1            | 3          | 3          | 2          |  |  |         |         |         |         |        |        |        |  |

#### Risultati
| Semifinali |                        |     |                            |
|            |                        |     |                            |
| 05-04      | Murillo-Las Palmas     | 3-1 | 23-25, 25-23, 25-23, 25-9  |
| 05-04      | Pamplona-C. Barcellona | 3-1 | 34-32, 25-15, 19-25, 25-23 |

| 06-04 | Murillo-Las Palmas     | 3-1 | 25-16, 31-29, 20-25, 25-16 |
| 06-04 | Pamplona-C. Barcellona | 3-1 | 23-25, 25-22, 25-23, 25-22 |

| 12-04 | Las Palmas-Murillo     | 0-3 | 22-25, 19-25, 21-25        |
| 12-04 | C. Barcellona-Pamplona | 3-1 | 25-22, 23-25, 25-19, 32-30 |

| 13-04 | C. Barcellona-Pamplona | 3-2 | 25-23, 26-28, 17-25, 25-23, 15-10 |

| 16-03 | Pamplona-C. Barcellona | 3-2 | 25-20, 22-25, 26-24, 20-25, 15-9 |

| Finale |                  |     |                            |
|        |                  |     |                            |
| 19-04  | Murillo-Pamplona | 3-1 | 33-35, 25-15, 25-22, 26-24 |
| 20-04  | Murillo-Pamplona | 3-0 | 25-15, 25-20, 25-19        |
| 26-04  | Pamplona-Murillo | 0-3 | 12-15, 28-30, 20-25        |

## Verdetti
- Murillo Campione di Spagna 2013-14 e qualificata alla Coppa CEV 2014-15.
- Iruña qualificata alla Coppa CEV 2014-15.
- Barcellona qualificata alla Challenge Cup 2014-15.
- Sant Cugat e  Murcia retrocesse in Superliga 2 2014-15.

## Statistiche
| Rendimento individuale | Rendimento individuale | Rendimento individuale | Rendimento individuale |
| Pos.                   | Nome                   | Punti                  | Squadra                |
| ---------------------- | ---------------------- | ---------------------- | ---------------------- |
| 1                      | Daniela da Silva       | 440                    | Murillo                |
| 2                      | Magaly Carvajal        | 438                    | JAV Olímpico           |
| 3                      | Therese McNatt         | 431                    | Ciutadella             |
| 4                      | Nerea Sánchez          | 426                    | Barcellona             |
| 5                      | Silvia Bedmar          | 397                    | Iruña                  |
| 6                      | Mar Arranz             | 382                    | Vall d'Hebron          |
| 7                      | María Segura           | 372                    | Barcellona             |
| 8                      | Natalia Kvasnytsya     | 370                    | Aguere                 |
| 9                      | Alba Sánchez           | 333                    | Nuestra Señora         |
| 10                     | Fernanda Gritzbach     | 316                    | Murillo                |

| Attacchi vincenti | Attacchi vincenti  | Attacchi vincenti | Attacchi vincenti |
| Pos.              | Nome               | Punti             | Squadra           |
| ----------------- | ------------------ | ----------------- | ----------------- |
| 1                 | Nerea Sánchez      | 378               | Barcellona        |
| 2                 | Therese McNatt     | 372               | Ciutadella        |
| 3                 | Daniela da Silva   | 357               | Murillo           |
| 4                 | Magaly Carvajal    | 342               | JAV Olímpico      |
| 5                 | Mar Arranz         | 340               | Vall d'Hebron     |
| 6                 | Silvia Bedmar      | 338               | Iruña             |
| 7                 | Natalia Kvasnytsya | 324               | Aguere            |
| 8                 | Alba Sánchez       | 276               | Nuestra Señora    |
| 8                 | María Segura       | 276               | Barcellona        |
| 10                | Martina Franková   | 269               | Iruña             |

| Muri vincenti | Muri vincenti      | Muri vincenti | Muri vincenti  |
| Pos.          | Nome               | Punti         | Squadra        |
| ------------- | ------------------ | ------------- | -------------- |
| 1             | Fernanda Gritzbach | 89            | Murillo        |
| 2             | Iva Pejković       | 80            | Murillo        |
| 3             | Irene Cano         | 77            | Ciutadella     |
| 4             | Magaly Carvajal    | 76            | JAV Olímpico   |
| 5             | Tatiana Becares    | 69            | JAV Olímpico   |
| 6             | DeeDee Harrison    | 64            | Haro           |
| 6             | Camila Maldonado   | 64            | Barcellona     |
| 8             | Mabel Caro         | 62            | Vall d'Hebron  |
| 9             | Anne Espadalé      | 52            | Barcellona     |
| 10            | Helen da Silva     | 49            | Nuestra Señora |

| Battute vincenti | Battute vincenti  | Battute vincenti | Battute vincenti |
| Pos.             | Nome              | Punti            | Squadra          |
| ---------------- | ----------------- | ---------------- | ---------------- |
| 1                | Daniela da Silva  | 54               | Murillo          |
| 2                | María Segura      | 53               | Barcellona       |
| 3                | Gracieli Do Monte | 38               | Ciutadella       |
| 4                | Therese McNatt    | 34               | Ciutadella       |
| 5                | Mireya Delgado    | 32               | Alcobendas       |
| 6                | Jéssica González  | 29               | Iruña            |
| 7                | Alba Sánchez      | 27               | Nuestra Señora   |
| 7                | Rosalía Alonso    | 27               | Haro             |
| 7                | Raquel Brun       | 27               | Ciutadella       |
| 7                | Patricia Barrio   | 27               | Murillo          |

NB: I dati sono riferiti all'intero torneo.